# Louisville (Mississippi)
Pour les articles homonymes, voir Louisville.
La ville de Louisville est le siège du comté de Winston, situé dans l'État du Mississippi, aux États-Unis.